# Sergio Angulo
Sergio Angulo Bolaños (Ibagué, 14 settembre 1960) è un allenatore di calcio ed ex calciatore colombiano, di ruolo attaccante.

## Caratteristiche tecniche
Dimostrò la sua abilità nel segnare quando divenne capocannoniere del Fútbol Profesional Colombiano nel 1988 con 29 reti.

## Carriera

### Club
Nato a Ibagué, nel Dipartimento di Tolima, crebbe calcisticamente a Cali, e nel 1979 debuttò nel campionato colombiano, mettendosi in evidenza nel 1983 e nel 1984, grazie anche all'arrivo dell'allenatore Vladimir Popović. Nel 1985 e nel 1986 si classificò al secondo posto con la sua squadra, mentre nel 1990 vinse il titolo con l'América de Cali guidata da Gabriel Ochoa Uribe; nel 1998 si è ritirato con la maglia dell'Univalle, squadra di Categoría Primera B. Suo figlio Mario Sergio Angulo è anch'egli un calciatore professionista.

### Nazionale
Ha disputato due coppe America, Argentina 1987 e Brasile 1989, con la maglia della Colombia di Francisco Maturana.

### Allenatore
Ha allenato principalmente le giovanili di Millonarios e Deportivo Cali, ricoprendo il ruolo di vice allenatore di Iván Arroyo, Diego Umaña, Oscar Quintabani e Pedro Sarmiento.

## Palmarès

### Giocatore

#### Competizioni nazionali
- Campionato colombiano: 1

América de Cali: 1990

#### Individuale
- Capocannoniere del campionato colombiano di calcio: 1

1988 (29 gol)

### Allenatore

#### Competizioni nazionali
- Campionato panamense di calcio: 1

Tauro: 2012 (C)